# 麻生郷村
麻生郷村（あそごうむら）は、かつて大阪府にあった村。現在の貝塚市北東部にあたる。村名は中世の荘園名「麻生荘」に由来。

## 歴史
- 1872年（明治5年）、貝塚寺内に隣接する南郡海塚村、堀村のうち、市街化していた区域が海塚新町、堀新町となる。
- 1884年（明治17年）、南郡中村[1]を南郡麻生中村に改称。
- 1889年（明治22年）4月1日、南郡海塚新町、堀新町、海塚村、堀村、津田村、小瀬村、永吉村、久保村、半田村、麻生中村、鳥羽村、新井村、福田村が合併して、南郡麻生郷村が発足。大字小瀬に島村との合同村役場を設置。
- 1896年（明治29年）4月1日、郡の統廃合により、所属郡が泉南郡となる。
- 1931年（昭和6年）4月1日、泉南郡貝塚町、島村、北近義村、南近義村と合併し、貝塚町となる。

## 交通

### 鉄道路線
- 南海鉄道（現・南海電気鉄道）
  - 南海本線
    - 貝塚駅

- 水間鉄道
  - 水間線
    - 貝塚南駅

現在は上記の他に水間線貝塚駅、西日本旅客鉄道阪和線東貝塚駅が所在するが、当時は未開業。また、現在は水間線貝塚南駅は廃止されている。

### 道路
- 紀州街道
- 熊野街道
- 水間街道